# Senetta Joseftal
Senetta Joseftal (hebrejsky סנטה יוספטל‎; * 5. prosince 1912 – 26. července 2007) byla izraelská politička a poslankyně Knesetu za strany Mapaj a Ma'arach.

## Biografie
Narodila se ve městě Fürth v Německu. Vystudovala tam střední školu a jeden rok na univerzitě (obor ekonomie a právo). V roce 1938 přesídlila do dnešního Izraele. Patřila mezi zakladatele kibucu Gal'ed. Jejím manželem byl izraelský politik Giora Joseftal.

## Politická dráha
V mládí se od roku 1933 zapojila do sionistického hnutí ha-Bonim, v letech 1934–1938 pracovala v ústředí hnutí he-Chaluc v Berlíně. V letech 1956–1960 byla členkou organizačního výboru odborové centrály Histadrut. V letech 1960–1962 byla ředitelkou ekonomického oddělení hnutí ha-Kibuc ha-Me'uchad, v letech 1952–1965 a 1967–1970 i generální tajemnicí tohoto hnutí. V letech 1970–1972 byla ředitelkou vodárenské společnosti Mekorot.
V izraelském parlamentu zasedla poprvé po volbách v roce 1955, do nichž šla za Mapaj. Byla členkou parlamentního výboru pro ekonomické záležitosti a výboru House Committee. V říjnu 1956 na mandát poslankyně rezignovala. Pak se nadlouho v Knesetu neobjevila. Znovu se poslankyní stala až po volbách v roce 1973, nyní za Ma'arach. Mandát ale získala až dodatečně, v září 1976, jako náhradnice po smrti poslance Cviho Gueršoniho. Nastoupila do výboru finančního. Ve volbách v roce 1977 mandát neobhájila.